# Vardø (Schiff, 1938)

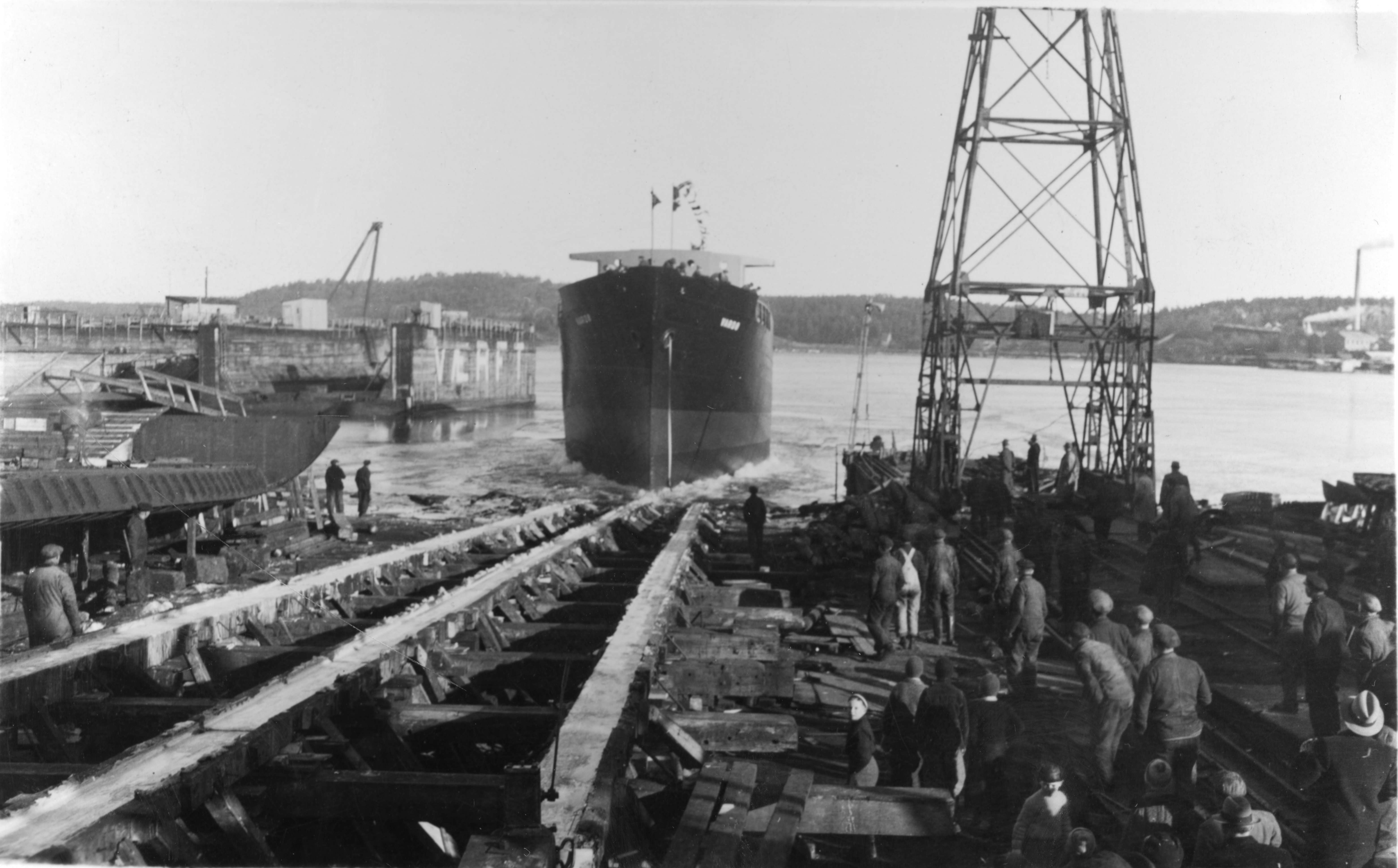
Die Vardø beim Stapellauf 1938

Die Vardø war ein norwegisches Frachtschiff, das 1940 von der deutschen Besatzungsmacht requiriert und im Mai 1942 von sowjetischer Küstenartillerie bei Petsamo versenkt wurde.

## Bau und technische Daten
Die Vardø wurde 1938 von der Moss Værft & Dokk in Moss für die Vesteraalens Dampskibsselskab in Stokmarknes gebaut. Sie war 65,3 m lang und 10,55 m breit, hatte 4,2 m Tiefgang und war mit 860 BRT und 419 NRT vermessen. Ihre Tragfähigkeit betrug 1405 tdw. Eine 4-Takt, 7-Zylinder-Dieselmaschine von MAN leistete 765 PS und ergab eine Höchstgeschwindigkeit von 11,5 Knoten.

## Geschichte
Das Schiff wurde, wie auch seine beiden Schwesterschiffe Senja und Andenes, im Küstenfrachtverkehr auf der Hurtigruten zwischen Oslo und Kirkenes eingesetzt. Nach dem Ausbruch des Zweiten Weltkriegs fuhr die Vardø auch zwischen Norwegen und den britischen Inseln, so z. B. auch im Februar 1940 im Geleitzug ON 14.
Nach der deutschen Besetzung Norwegens wurde das Schiff im September 1940 von der Besatzungsmacht beschlagnahmt und als Versorgungsschiff im Raum Narvik – Finnmark eingesetzt. Es fuhr dabei weiterhin mit norwegischer Besatzung.
Am 23. Mai 1942 wurde die Vardø im Varangerfjord bei Kirkenes von dem sowjetischen U-Boot M-171 angegriffen, ohne jedoch getroffen zu werden. Nur drei Tage später, auf der Fahrt mit Dieselkraftstoff und Benzin von Kirkenes nach Petsamo, wurde sie dann doch in Brand geschossen und versenkt, allerdings durch Beschuss von sowjetischen Küstenartillerie. Die gesamte Mannschaft konnte sich retten.